# San José de Guanipa (município)
San José de Guanipa é um município da Venezuela localizado no estado de Anzoátegui.
A capital do município é a cidade de San José de Guanipa.